# 2815 Soma
2815 Soma (1982 RL) là một tiểu hành tinh vành đai chính được phát hiện ngày 15 tháng 9 năm 1982 bởi E. Bowell ở Flagstaff (AM).
Tênd for the Soma cube, a three-dimensional mathematical game invented
by the Danish writer Piet Hein và popularized in articles bởi Martin Gardner.
Tên proposed bởi the discoverer, following a suggestion bởi J. Meeus.